# Trichotosia velutina
Trichotosia velutina là một loài thực vật có hoa trong họ Lan. Loài này được (Lodd. ex Lindl.) Kraenzl. miêu tả khoa học đầu tiên năm 1911.

## Hình ảnh

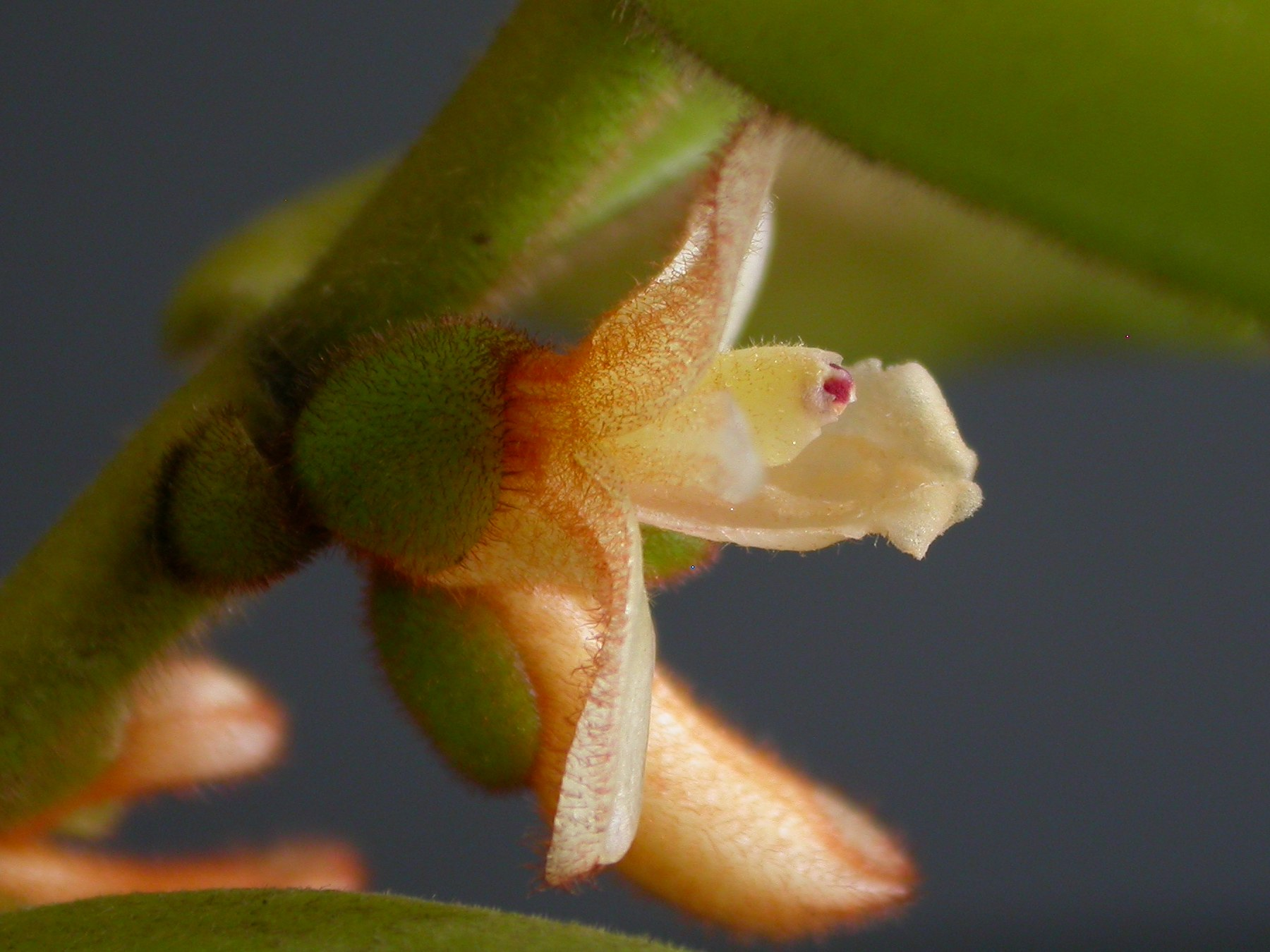
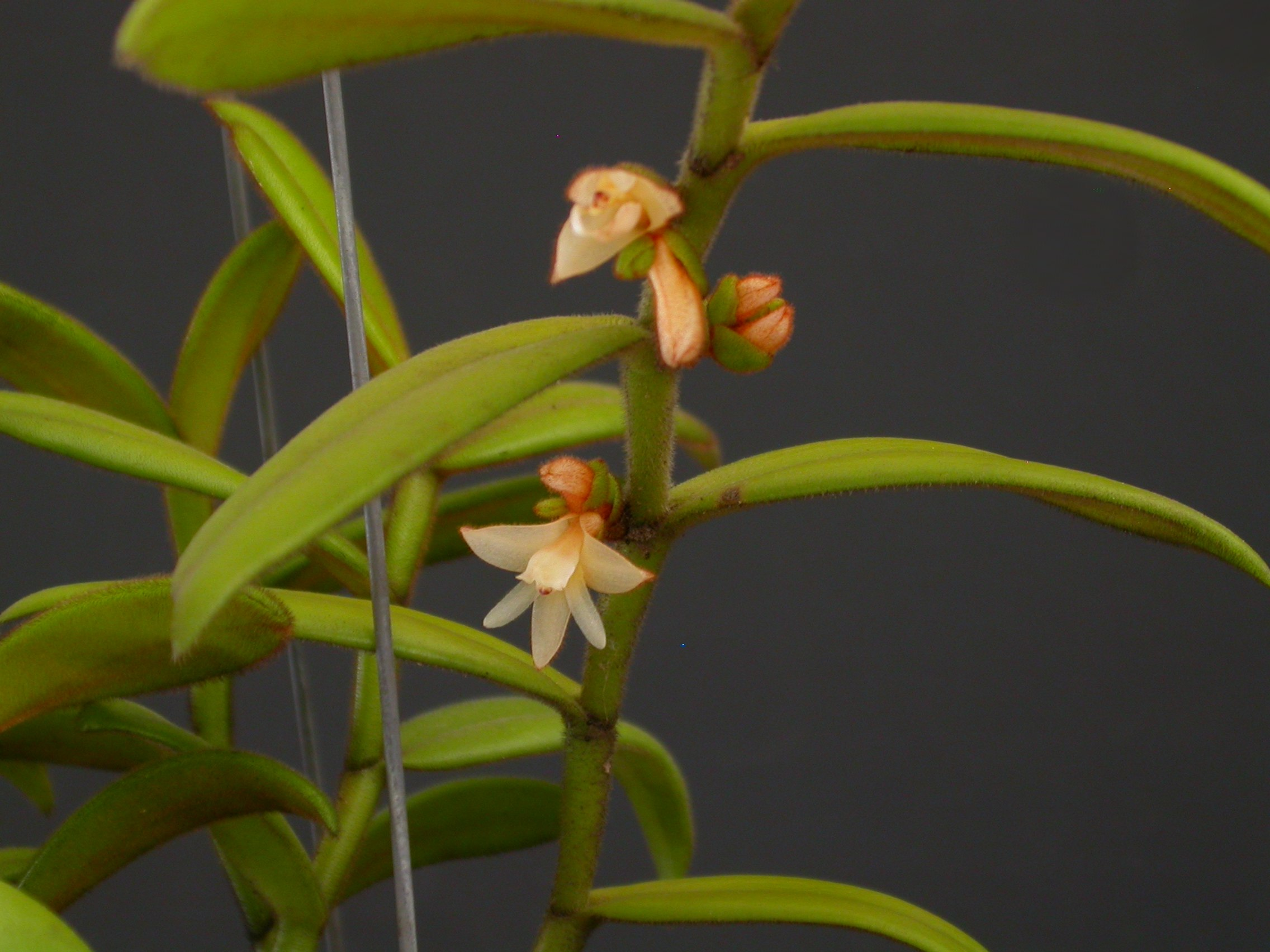
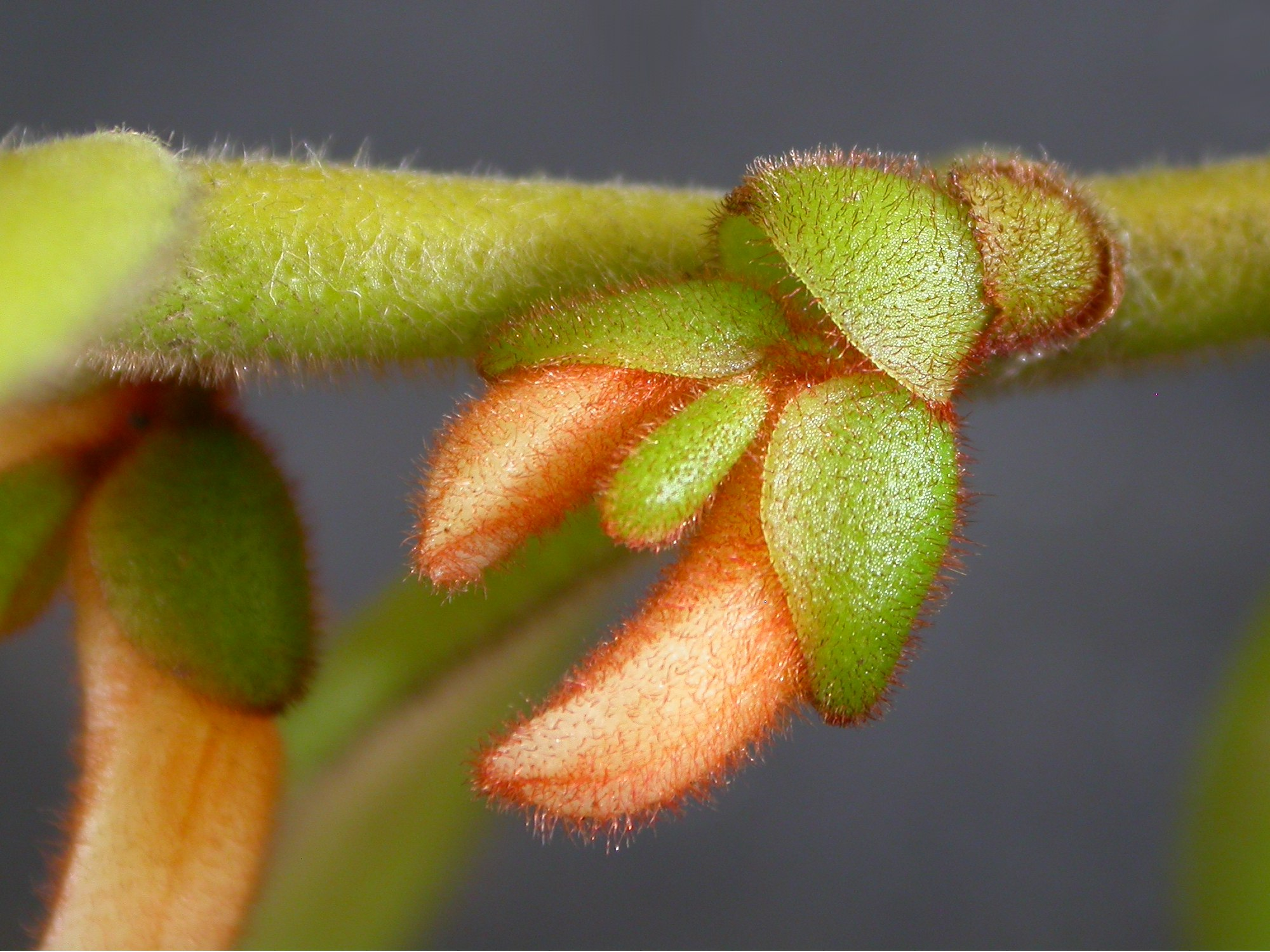
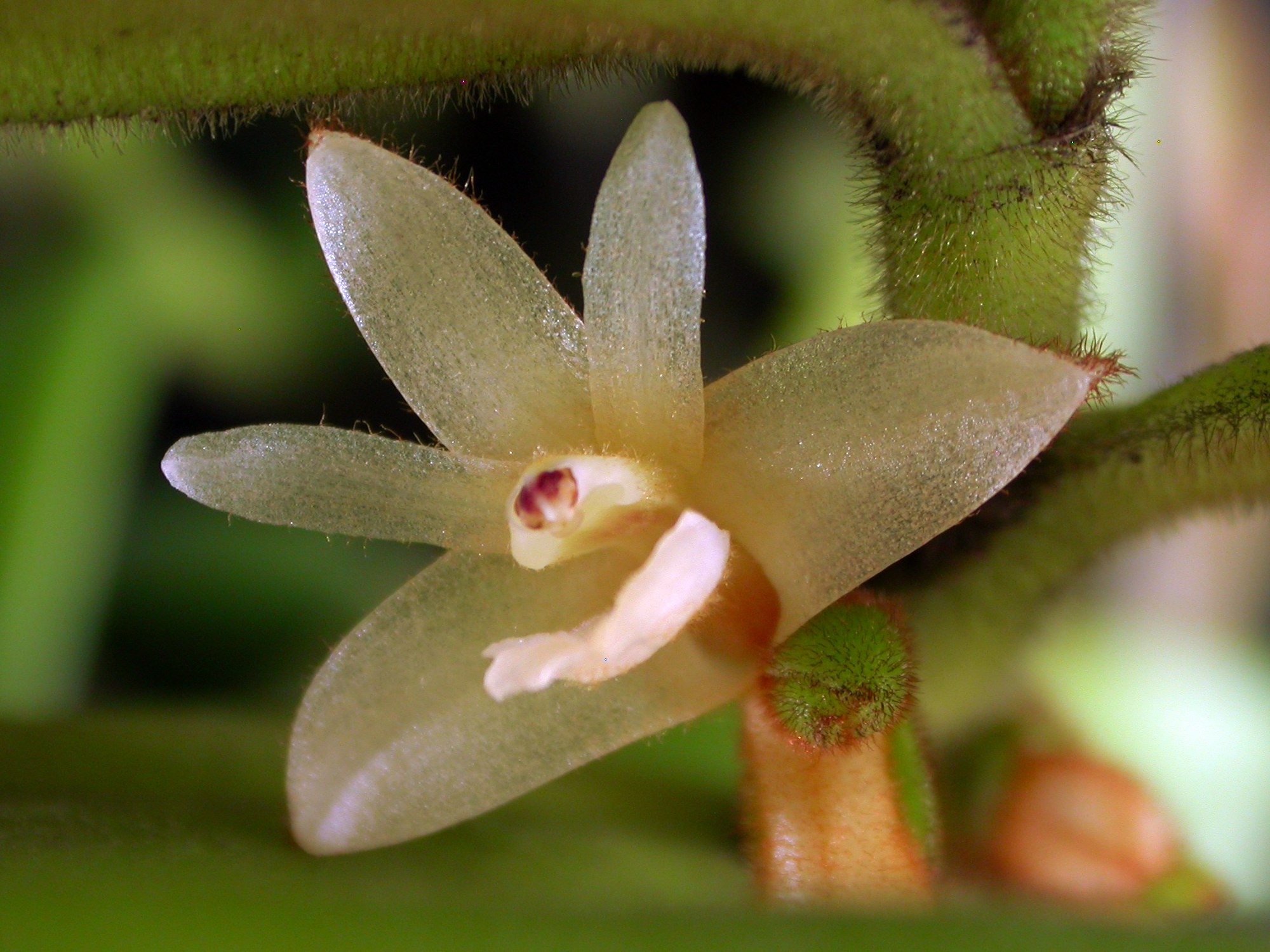